# Hedeslag
Hedeslag er en fremskreden form for overophedning (hypertermi) og er en akut sygdomstilstand, som optræder, når legemet producerer eller optager mere varme, end det kan skille sig af med. Det skyldes sædvanligvis, at det i længere tid er udsat for høje temperaturer, som det f.eks. kan være tilfældet under en hedebølge. Kroppens varmeregulerende funktioner bliver efterhånden overbelastet og ude af stand til at kontrollere varmen, hvorved kropstemperaturen stiger. Hedeslag er en tilstand, som kræver øjeblikkelig behandling. 
Også pattedyr og fugle kan rammes af hedeslag.
Solstik betegnes af og til som hedeslag, men er en anden (ligeledes akut og livstruende) lidelse, hvor kropstemperaturen kan være normal. Det modsatte af hypertermi er hypotermi, som optræder, når en organismes temperatur falder til under det niveau, som kræves for at opretholde normalt stofskifte. 

## Udvikling
Legemstemperaturer over 40 °C er livstruende, idet den normale temperatur ligger i intervallet 36-37 °C. Ved temperaturer over 41 °C begynder der at ske celleskader, der kan kan indtræde hjernedød, og ved 45 °C er dødens indtræden næsten sikker. 
Hedeslag kan optræde pludseligt, men følger sædvanligvis efter en periode, hvor den ramte har udvist tegn på at være tydeligt generet af varme.

## Tegn og symptomer
En af kroppens vigtigste metoder til at regulere temperaturen er at svede. Denne proces fjerner varme fra de indre organer og lader den forsvinde ved stråling eller konvektion. Fordampning af sveden fra huden fremmer afkølingen yderligere, eftersom denne endoterme proces fjerner yderligere varme fra kroppen. Når kroppen bliver så dehydreret, at den ikke længere kan svede, vil den indre temperatur begynde at stige hurtigt.
Den ramte kan blive forvirret og fjendtlig, lide af hovedpine og virke påvirket. Blodtrykket kan falde betydeligt på grund af dehydreringen. Faldet kan føre til besvimelse eller svimmelhed, særligt hvis den ramte rejser sig hurtigt op. Desuden vil det lavere blodtryk øge pulsen og åndedrættet for at forsøge at skaffe mere ilt til kroppen. Huden vil blive rødlig, fordi blodkarrene udvider sig i et forsøg på at øge varmeafgivelsen, men fortsat fald i blodtrykket, efterhånden som hedeslaget forværres, vil få dem til at trække sig sammen igen og medføre bleg eller blålig hudfarve. Klager over varme kan her følges af kulderystelser som ved feber. Nogle – og særligt børn – kan gå i krampe. Andre følger af den akutte dehydrering, som følger med hedesalg kan være kvalme og opkastning, og midlertidig blindhed forekommer også. Sluttelig vil der indtræde bevidstløshed og koma, når kroppens organer begynder at ophøre med at fungere.

## Førstehjælp
Hedeslag er en akuttilstand, som kræver hospitalsindlæggelse så hurtigt som muligt.
Kropstemperaturen må sænkes med det samme ved at flytte den ramte til køligere omgivelser, fjerne beklædning for at fremme varmetab (passiv afkøling) og sørge for god ventilation. Aktive afkølingsmetoder kan involvere nedsænkning i køligt (ikke koldt) vand eller kolde omslag om overkrop, hoved og nakke.
Indpakning i våde håndklæder eller i vådt tøj bør undgås, da det kan virke varmeisolerende. Ligeledes kan for koldt vand forværre situationen ved at forårsage sammentrækning af blodkarrene, så mindre varme kan slippe væk.
Tilførsel af væske er af afgørende betydning i forbindelse med afkølingen, primært som drikkevand, men afhængigt af den ramtes tilstand skal det eventuelt overlades til professionelle, der yderligere kan tilføre væske via drop.

## Forebyggelse
Risikoen for hedeslag kan nedsættes ved at tage forholdsregler mod overopvarmning og dehydrering.
Anbefalingerne omfatter derfor:
- at drikke rigeligt (mindst tre til fem liter i døgnet – og ikke alkohol). Tørst er ikke en pålidelig indikator for væskemangel.
- at få supplerende salttilførsel, da der fjernes vigtige salte med sved og urin. Saltmangel kan medføre hjerteanfald.
- at være iført let, luftig og løstsiddende beklædning.
- at undgå hård fysisk belastning.
- at søge skygge eller air-conditionerede omgivelser.
- hyppigt opholde sig i køligere vand (hav eller swimmingpool), især ved længerevarende solbadning.